# Philogenia zeteki
Philogenia zeteki – gatunek ważki z rodziny Philogeniidae. Występuje na terenie Ameryki Środkowej.